# Szponiaste
Szponiaste, jastrzębiowe, drapieżne, dzienne ptaki drapieżne (Accipitriformes) – rząd ptaków z infragromady ptaków neognatycznych (Neognathae). Dokładna pozycja filogenetyczna w obrębie Neognathae niepewna; z różnych badań wynika, że mogą być przedstawicielami grupy Afroaves (obejmującej także sowy, czepigi, kurola, trogony, dzioborożcowe, kraskowe i dzięciołowe) tworzącymi wraz z kondorowymi grupę siostrzaną do kladu obejmującego wszystkich pozostałych przedstawicieli Afroaves lub też mogą tworzyć z kondorowymi grupę siostrzaną do znacznie większego (obejmującego więcej gatunków) kladu ptaków, obejmującego poza wyżej wymienionymi grupami również kariamy, sokołowe, papugowe i wróblowe.
Obejmuje gatunki drapieżne prowadzące dzienny tryb życia, zamieszkujące cały świat poza Antarktydą. Wiele gatunków jest kosmopolitycznych. Na świecie żyje ok. 250 gatunków ptaków szponiastych, z czego większość występuje w tropikach.
Do ptaków szponiastych nie zalicza się sokołowatych (zobacz rozdział „Systematyka”) ani sów, mimo że pazury sów (zwłaszcza dużych) są nazywane szponami.

## Cechy charakterystyczne
Ptaki te charakteryzują się:
- ostrymi, zakrzywionymi szponami
- silnym, haczykowato zagiętym dziobem opatrzonym w tzw. woskówkę
- zróżnicowaną wielkością (długość ciała od 15 do 130 cm)
- dymorfizmem płciowym (samica zazwyczaj większa od samca)
- przeważnie szarą, brązową lub czarną kolorystyka upierzenia
- pisklęta są gniazdownikami niewłaściwymi, tzn. lęgną się pokryte puchem i z zazwyczaj otwartymi oczami (a nie nagie i ślepe), ale długo przebywają w gnieździe pod opieką rodziców
- jaja w jednym lęgu znoszone w dość dużych odstępach czasu, wysiaduje zazwyczaj samica, samiec dostarcza zaś jej pokarm. Często zdarza się, że pierwsze pisklę, które się wylęgnie, jest częściej karmione, przez co staje się silniejsze i wyrzuca z gniazda pozostałe młode. Ponieważ rodzice nie są w stanie wykarmić wszystkich piskląt, zachowanie to zapewnia wyłączność najsilniejszemu.

## Systematyka
Dawniej szponiaste i sokołowate (Falconidae) umieszczano w tym samym rzędzie, noszącym zwykle nazwę Falconiformes (w języku polskim rząd ten nosił nazwę szponiaste lub drapieżne). Jak wykazały badania, taksony te nie są jednak ze sobą blisko spokrewnione i obecnie umieszcza się je w dwóch osobnych rzędach – w rzędzie szponiastych (Accipitriformes) i monotypowym rzędzie sokołowych (Falconiformes).
Do rzędu szponiastych (Accipitriformes) należą następujące rodziny:
- Sagittariidae – sekretarze
- Pandionidae – rybołowy
- Accipitridae – jastrzębiowate

Według Sibleya i Monroego kondorowate są bliżej spokrewnione z bocianami (Ciconiiformes), niż z pozostałymi rodzinami szponiastych. Nie spotkało się to jednak z akceptacją pozostałych autorytetów ornitologicznych i w 2007 roku rodzinę kondorowatych z powrotem włączono do rzędu szponiastych. Część systematyków wydziela kondorowate do osobnego rzędu kondorowych (Cathartiformes).

## Liczebność i ochrona
Ptaki drapieżne, zwłaszcza orły, od wieków kojarzono z siłą, władzą, szlachetnością; ich wizerunki pojawiły się w godłach państw, herbach miast czy rodów szlacheckich. Wielowiekowa tradycja sokolnictwa (polowania z ptakami) sprzyjała ich ochronie. Dopiero od XVIII–XIX wieku, wraz z rozpowszechnieniem broni palnej i związaną z tym zwiększoną skutecznością polowań, zaczęto tępić ptaki drapieżne, traktując je jako szkodniki i konkurentów w rewirach łowieckich (potocznie nazywano je ogólnie „jastrzębiami”). Za ich zabicie wypłacano nawet specjalne premie. Tępienie na różne sposoby (odstrzeliwanie, trucie, chwytanie w sidła) zaskutkowało drastycznym zmniejszeniem liczebności populacji w całej Europie. Jeszcze do lat 70. XX wieku zabijano wiele ptaków drapieżnych, a na niektóre z nich wolno było polować.
Drugą przyczyną zmniejszenia się liczebności ptaków drapieżnych było stosowanie na dużą skalę toksycznych środków ochrony roślin i innych chemikaliów w drugiej połowie XX wieku.
Obecnie w Polsce wszystkie ptaki drapieżne są objęte ścisłą ochroną gatunkową. Wiadomo już, że ich znaczenie w ekosystemie jest bardzo istotne, gdyż eliminując osobniki chore, słabe, zdegenerowane i zarażone chorobami zakaźnymi przyczyniają się do naturalnej selekcji, zatem mają wpływ na ewolucję. Pełnią również rolę sanitarną, gdyż często odżywiają się padliną. Okazało się, że w łowiskach, w których wytępiono wszystkie drapieżniki, szerzą się wśród zwierząt łownych choroby epidemiczne, wcześniej w ogóle nie występujące. Już sama obecność drapieżników zmusza inne zwierzęta do zachowania sprawności fizycznej i psychicznej.